# آن غامبل كينيدي
آن غامبل كينيدي (بالإنجليزية: Anne Gamble Kennedy)‏ هي عازفة بيانو أمريكية، ولدت في 25 سبتمبر 1920 في تشارلستون في الولايات المتحدة، وتوفيت في 11 يونيو 2001.